# 神戸市立有野台小学校
神戸市立有野台小学校（こうべしりつありのだいしょうがっこう）は、兵庫県神戸市北区にあった市立の小学校である。

## 沿革
- 1970年9月 - 神戸市立有野小学校有野台分校として開校
- 1971年4月 - 有野小学校から分離
- 1974年4月 - 神戸市立有野東小学校を分離
- 1986年4月 - 有野台2丁目に移転
- 2019年
  - 3月31日 - 有野東小学校との統合により閉校[1]
  - 4月1日 - 後身の神戸市立ありの台小学校が設立[1]

## 教育目標
教育目標
- 生き生きとかがやく子

重点目標
- よく聞いて しっかりつたえる子
- 進んで ねばり強く取り組む子

## 通学区域
- 神戸市北区
  - 有野台1丁目、2丁目、7丁目、8丁目、9丁目
  - 有野台6丁目（うち1～19番地）
  - 東有野台

## 進学先中学校
- 神戸市立有馬中学校

## 校区内の主な施設
- 神戸アドベンチスト病院
- 神戸市立有馬中学校
- 切畑公園

## 交通
- 神戸電鉄三田線五社駅・北東1,500m
- 阪急バス切畑公園前・南東150m